# Лісова пожежа

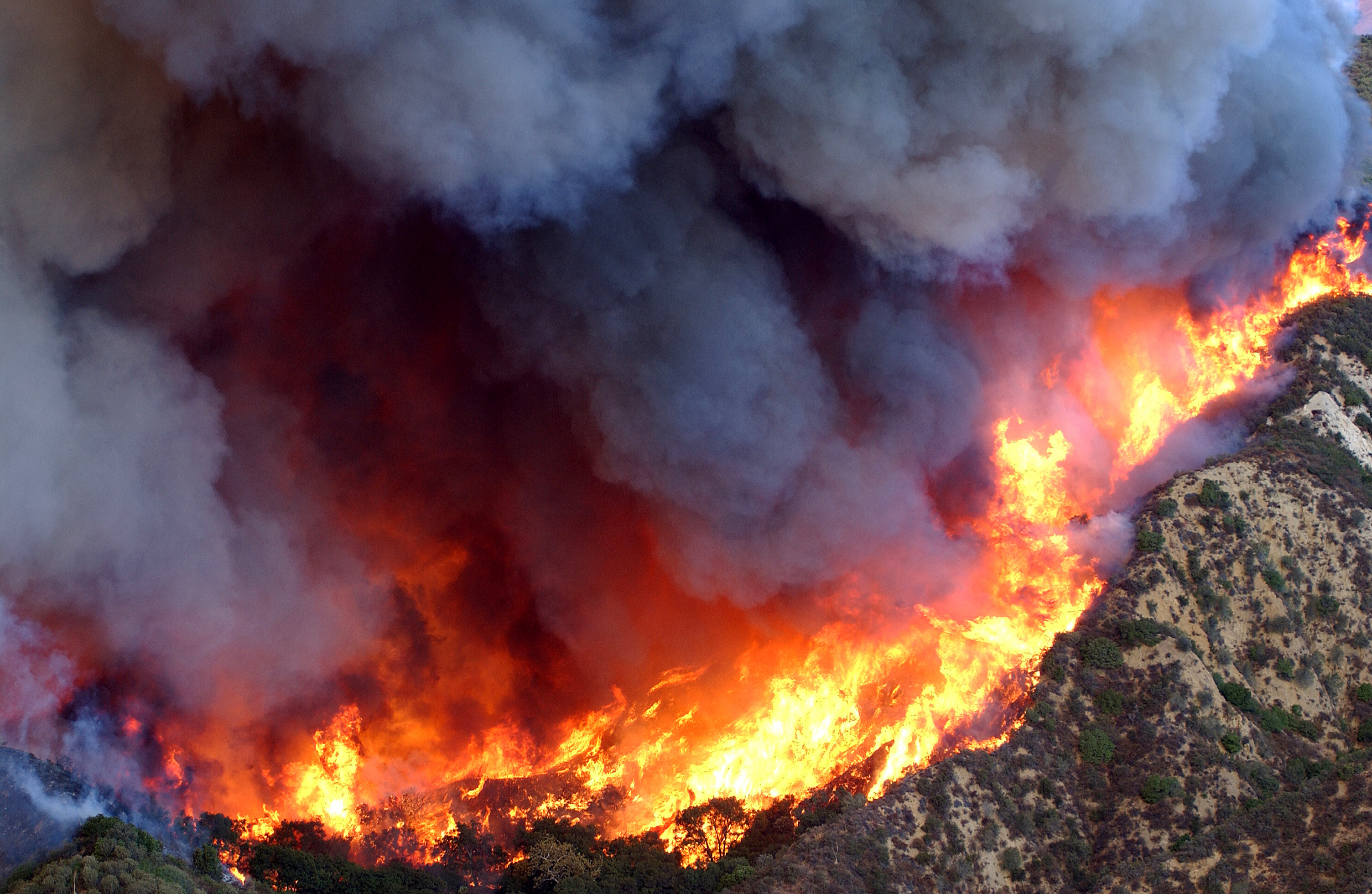
Лісова пожежа у Саймі-Веллі, жовтень 2003

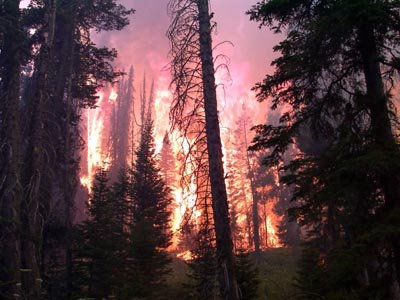
Лісова пожежа в США

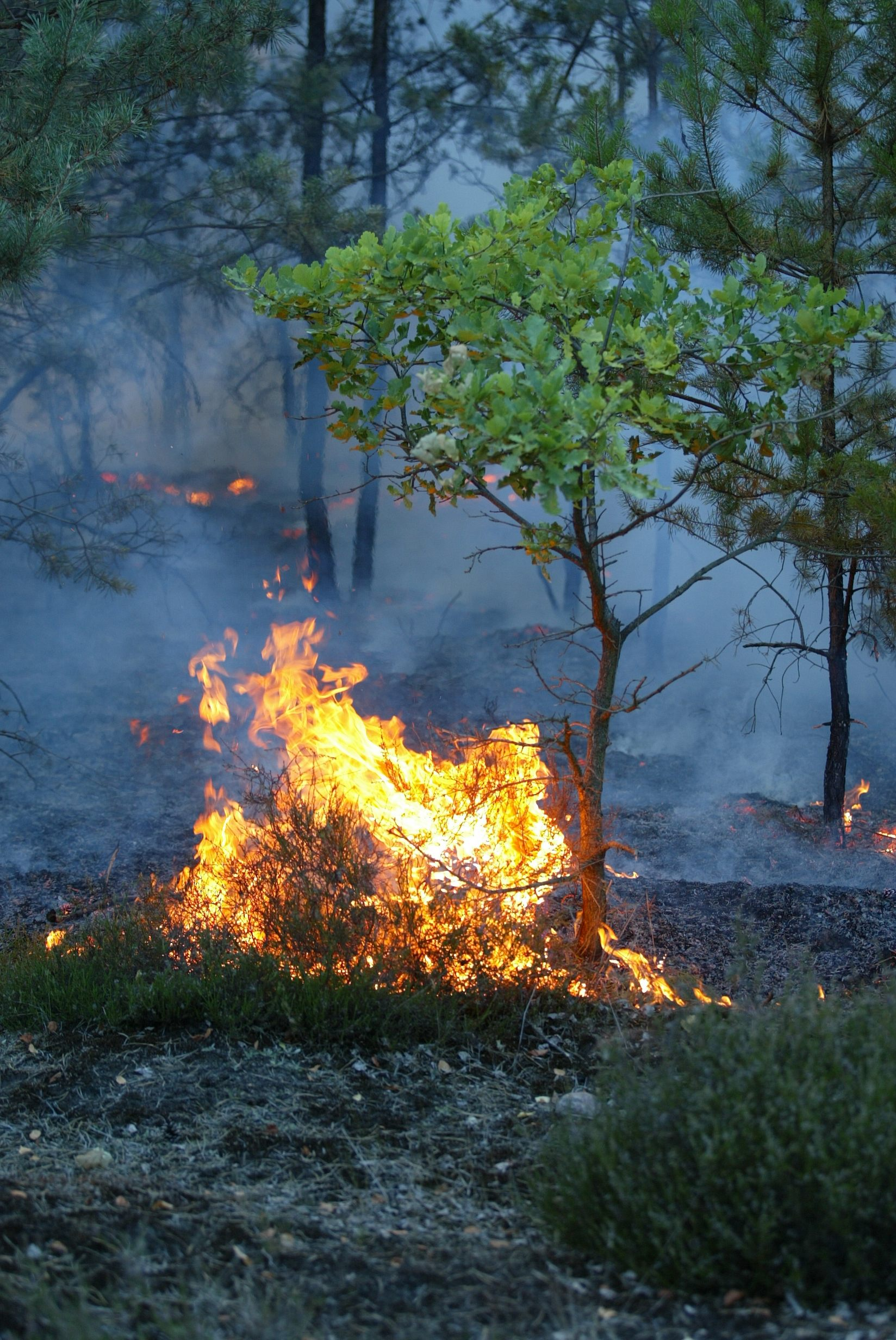
Лісова пожежа у Німеччині

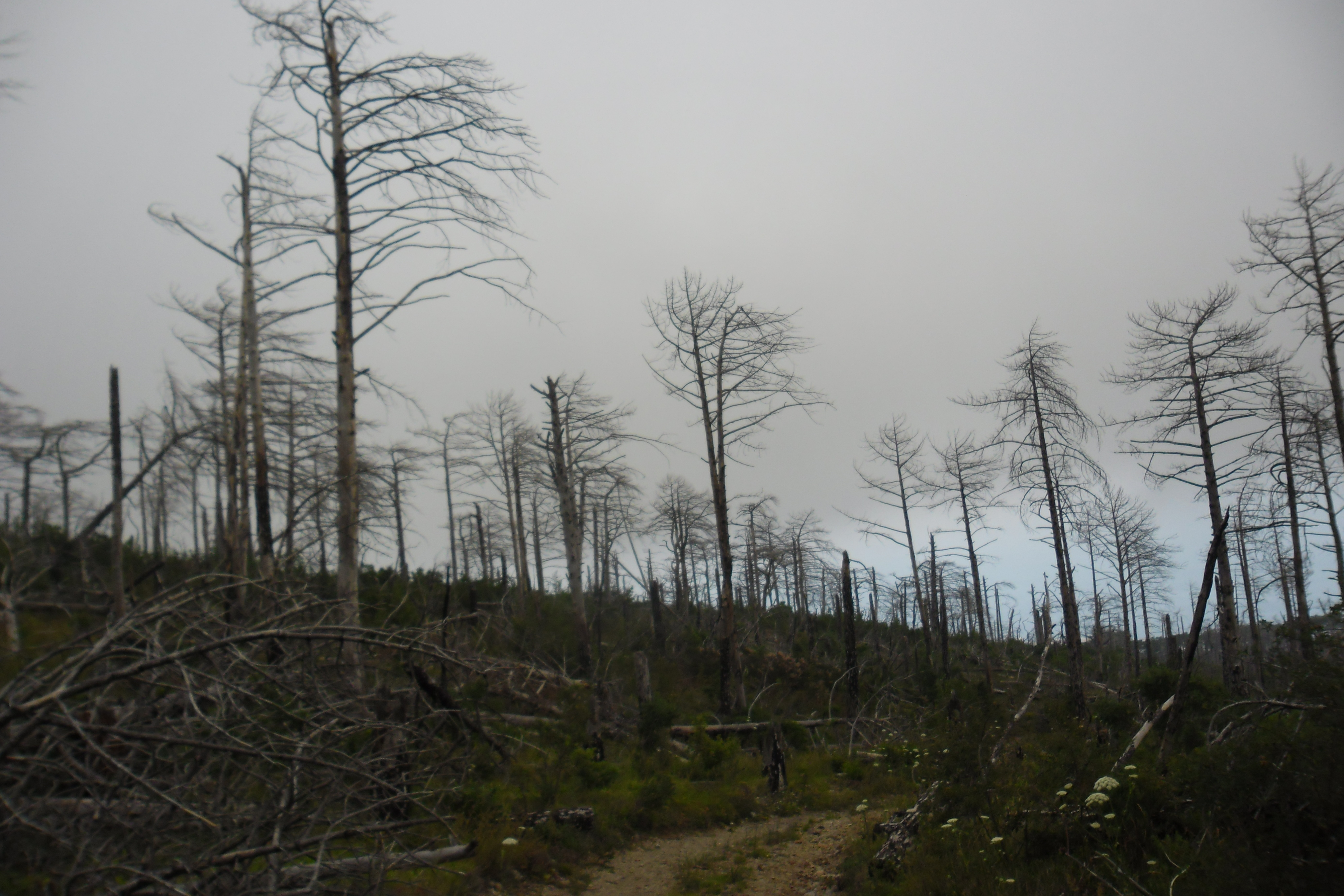
Горілий ліс. Крим. 2014 р.

Лісова пожежа — стихійне, некероване поширення вогню по лісових площах.
Лісові пожежі поділяють на низові, верхові, підземні. За інтенсивністю горіння лісові пожежі поділяються на слабкі, середні, сильні.

## Типи лісових пожеж

### Лісові низові пожежі
Лісові низові пожежі характеризуються горінням сухого трав'яного покрову, лісової підстилки і підліску без захоплення крон дерев. Швидкість руху фронту низової пожежі становить від 0,3-1 м/хв (слабка пожежа) до 16 м/хв (сильна пожежа), висота полум'я — 1-2 м, найбільша температура на краю вогню досягає 900 °С.

### Лісові верхові пожежі
Лісові верхові пожежі розвиваються, як правило, з низових і характеризуються горінням крон дерев. За швидкої верхової пожежі, полум'я розповсюджується з крони на крону з великою швидкістю, яка досягає 8-25 км/год, залишаючи деколи цілі ділянки незайманого вогнем лісу. У разі стійкої верхової пожежі, вогнем охоплені не тільки крони, а й стовбури дерев. Полум'я розповсюджується зі швидкістю — 5-8 км/год, охоплює весь ліс від ґрунтового шару до верхівок дерев.

### Лісові підземні пожежі
Підземні (ґрунтові) пожежі в лісі найчастіше пов'язані із загорянням торфу, яке стає можливим в результаті осушення боліт. Поширюються зі швидкістю до 1 км на добу. Можуть бути малопомітними і розповсюджуватися на глибину до декількох метрів, внаслідок чого представляють додаткову небезпеку і вкрай погано піддаються гасінню. Для гасіння таких пожеж необхідна попередня розвідка.

## Причини виникнення
Серед причин виникнення лісових пожеж головним вважається антропогенний фактор (згідно зі статистичними даними з вини населення щорічно виникає 96–98 % лісових пожеж). Тому особливої уваги вимагають лісові масиви, розташовані поблизу великих промислових центрів, лікувально-оздоровчих закладів, шляхів, електромереж. Природні й кліматичні умови (висока температура повітря, невелика кількість опадів тощо) найчастіше лише підвищують ймовірність загоряння та впливають на швидкість розповсюдження пожежі.
Задля виявлення та притягнення до адміністративної відповідальності порушників правил пожежної безпеки створено бригади державної пожежної охорони для патрулювання лісових масивів у вихідні та святкові дні. Така практика дала позитивні результати. Протягом 2001 року було проведено понад 18 тисяч рейдів, виявлено та оштрафовано 4100 порушників. Сума штрафів склала 83,8 тис гривень.
За таких умов забезпечення надійної охорони лісів від пожеж стає неможливим без належної матеріально-технічної бази, яка б передбачала високоефективні засоби виявлення та гасіння пожеж. Деякою мірою цим вимогам відповідають лісові пожежні станції (пожежні депо), які підпорядковано Держкомлісгоспу України. Зараз в Україні працює 226 таких пожежних станцій. Їх оснащення складає: 437 пожежних автомобілів, 17 пожежних агрегатів ВПЛ-149 та 1 — ТЛП-55, 9 ґрунтометів ГТ-3 та 73 АЛФ-10, 8 автомобільних лісових пожежних поїздів АЛП-15, 5 смугопрокладачів, 38 знімних цистерн (ЦОС), більше 1700 ранцевих вогнегасників різних типів, 599 мотопомп та майже 50 тисяч погонних метрів пожежних рукавів, 3036 радіостанцій. Для своєчасного виявлення лісових пожеж споруджено 402 пожежноспостережні вишки та щогли, з яких 30 оснащені телевізійними установками ПТУ-59.
Щороку пожежною охороною проводиться підготовка до пожежонебезпечного періоду: разом з місцевими радами розробляються та затверджуються оперативно-мобілізаційні плани на випадок виникнення великих лісових пожеж, держлісгоспами прокладаються протипожежні розриви та мінералізовані смуги, здійснюється догляд за смугами та розривами, які було прокладено раніше.

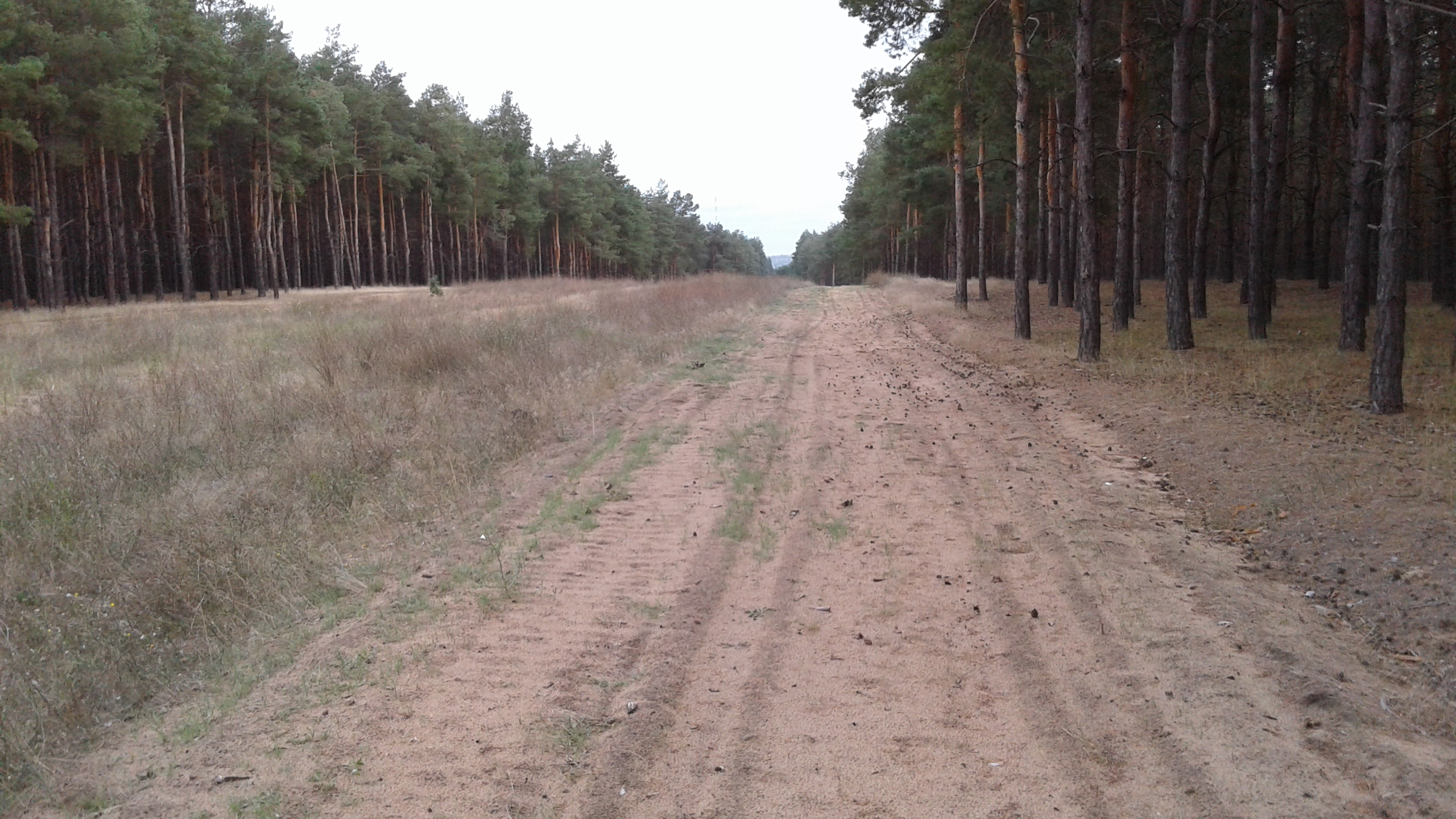
Протипожежна смуга у лісі

З метою покращення взаємодії підрозділів пожежної охорони у випадку виникнення великих та складних лісових пожеж розроблена «Інструкція про порядок взаємодії підрозділів Мінлісгоспу України і Державної пожежної охорони України під час гасіння лісових пожеж».
Оперативність гасіння лісових пожеж, а також координацію роботи авіаційних та наземних служб має забезпечувати спеціальна диспетчерська служба. Її завданням є збір та передача інформації про лісові пожежі, що надходить з лісництва до комітету.
Покращення фінансування галузі, організація на новостворених лісових масивах протипожежних станцій, заміна морально застарілого обладнання — ось заходи, які допоможуть уберегти нашого зеленого друга від вогню.

## Техніка, пристосована для гасіння лісових пожеж

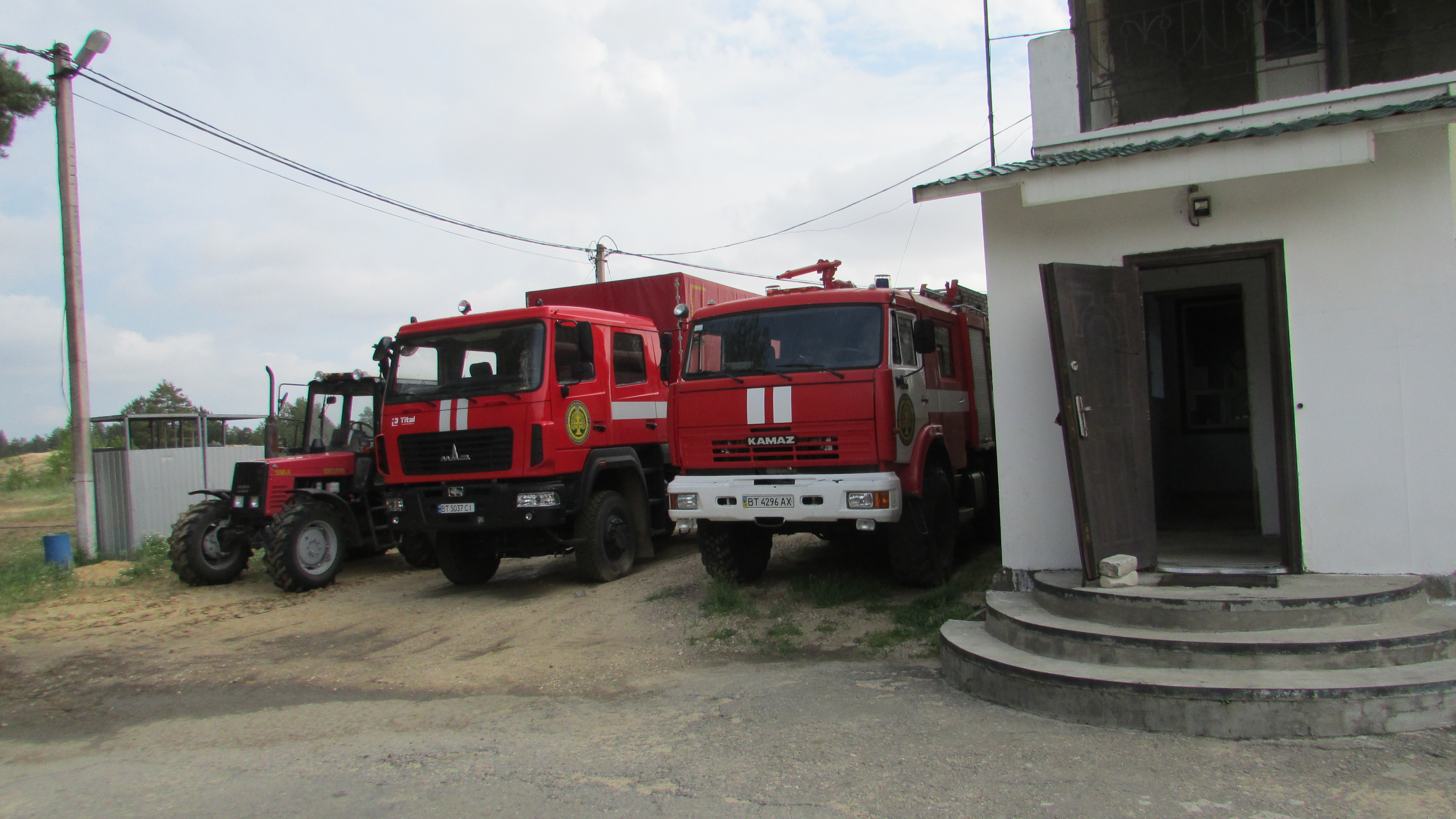
Протипожежна техніка у Раденському відділенні Національному природному парку «Олешківські піски»

Залежно від виконуваних робіт, пристосовану техніку для гасіння лісових пожеж можна умовно розділити на наступні види:
- смугопрокладачі;
- пожежні торф'яні машини;
- бульдозери та трактори з насосним устаткуванням;
- тракторні цистерни;
- пожежні агрегати на базі автомобілів підвищеної прохідності (тракторів);
- багатофункціональні комплекси пожежогасіння (дистанційно-керовані установки).

В Україні використовується при гасінні лісових пожеж навісний фрезерний смугопрокладач ПФ-1, який призначений для прокладки нешироких мінералізованих смуг і проведення профілактичних протипожежних робіт, створення і відновлювання протипожежних смуг на піщаних, супіщаних і легкосуглинистих не кам'янистих ґрунтах. Монтується на трактори марок ЛХТ-55, ДТ-75.
- діаметр фрези смугопрокладача — 565 мм;
- частота обертів — 1050..1100 об/хв;
- продуктивність при прокладанні смуг — 1,5..2,5 км/год.

Машина пожежна торф'яна ПТМ призначена для ліквідації загорянь на торф'яних полях. Обладнана коловоротним насосом НКФ-54. Торф'яна машина складається з цистерни-котка місткістю 5200 л, має запас рукавів: 160 м діаметром 51 мм; 80 м діаметром 66 мм. Її основні характеристики наступні:
- Швидкість руху машини по дорогах (у тому числі по торф'яних полях) — 6 км/год.
- Продуктивність насоса при висоті всмоктування 4 м — 15 л/с.
- Допустима висота всмоктування — 6 м.

Тракторна цистерна ТЦ-20(Т-40АМ)-165 змонтована на базі трактора Т-40АМ. Насос НШН-600М на цьому агрегаті приводиться у дію від вала відбору потужності трактора через редуктор-підвищувач. Для розміщення спеціального обладнання на тракторі передбачено окремий ящик.
«Білоруський завод № 140» на базі бойової машини піхоти БМП-1 створив машину високої прохідності для боротьби з лісовими пожежами, гасіння підземних пожеж і доправлення до місця випадку, спеціального обладнання та оперативної обслуги.
Конструкція кузова забезпечує захист екіпажу від диму і вогню. Транспортний засіб має підіймально-навісне обладнання для прокладання мінералізованих смуг.
Гусеничний трактор ЛХТ-100-12 розроблено «Онезьким тракторним заводом», конструкція його передбачає застосування передових технологій пожежогасіння. ЛХТ-100-12 призначався для боротьби з лісовими пожежами, локалізації полум'я шляхом прокладання загороджувальних опорних смуг і гасіння пожеж водою, піною і вогнегасними емульсіями, також він міг виконувати різні лісогосподарські роботи. Наприклад, працювати як насосна станція для подавання води на відстань до 0,5 км та на висоту до 80 м. ЛХТ багатофункціональний і обладнаний грейферною лопатою. До загального комплексу ЛХТ-100-12 входять мотопомпа, лафетний ствол ЛСД-20У, пожежні рукави, задній підіймально-навісний пристрій СНЛ-3, плуг ПЛ-1 з глибиною проорювання на торфовищах до 1,5 м.
Лісопожежний трактор ТЛП-4М створений на базі трактора ТТ-4М і призначений для:
- доправдення до місця пожежі засобів пожежогасіння;
- створення загороджувальних і опорних смуг для локалізації пожежі шляхом мінералізації ґрунту і нанесення на рослинний покрив рідких вогнегасних складів і піни;
- гасіння низових і ґрунтових пожеж рідкими вогнегасними засобами.

Для створення загороджувальних і опорних смуг трактор оснащений:
- фрезами ФБН-1,5 та ФЛУ-0,8;
- плугом ПЛК-70;
- бульдозерним та клиновим бульдозерним устаткуванням.

Для гасіння лісових пожеж водою або вогнегасною речовиною, а також, для локалізації пожеж мінералізованими смугами, які прокладають перед фронтом полум'я на прилуцькому заводі протипожежного і спеціального машинобудування «Пожспецмаш» виготовлено всюдихід лісовий пожежний ВЛП-149 та агрегат лісопожежний АЛП-15(Т-150К).
ВЛП може прокласти мінералізовану смугу завширшки 2743 мм зі швидкістю 2,2 км/год. Максимальна глибина канави сягає 204 мм. Максимальна швидкість руху — 50 км/год.
Агрегат лісопожежний АЛП-15(Т-150К) окрім гасіння лісових пожеж може використовуватися для гасіння пожеж на об'єктах нафтовидобування. Основу його становлять шасі колісного трактора Т-150К й причіп ОЗПТ 9554. Агрегат може доставити до місця пожежі на тракторі 1200 л води та 100 л піноутворювача й на причепі — 8000 л води і 600 л піноутворювача. На агрегаті встановлено відцентровий насос НЦС-15.
Пожежний агрегат на базі автомобіля УАЗ-452ДЕ призначений для ліквідації окремих загорянь і гасіння пожеж у лісах і на торф'яних полях. Використовується насос НШН-600М.
- Тривалість роботи машини при живленні з цистерни — 0,8 хв.
- Запас рукавів 200 м діаметром 51 мм, 200 м діаметром 66 мм.
- Тривалість монтажу устаткування на базовій машині — 30..50 хв.

На сьогодні експлуатуються і нові взірці пристосованої техніки білоруського та російського виробництва МЛ-10(356) і ЛПМ-2,2-10:
- машина лісопожежної охорони МЛ-10(356) призначена для гасіння пожеж в лісових масивах, патрулювання і охорони лісу, установки спеціального навісного устаткування для захисту лісу, а також для проведення допоміжних робіт в лісгоспах і сільському господарстві;
- пожежний насос може працювати під час руху. Насос шестерінчастий, навісний НШН-600, самовсмоктувальний, встановлюється на передній частині шасі за допомогою болтового з'єднання і працює від базового двигуна.
- можна встановити навісне устаткування — пожежний агрегат, плуга корчівника, борони тощо;
- лісопожежний модуль ЛПМ-2,2-10 використовує також насос НШН-600.
- базове шасі — ЛКТ-81.04 з колісною формулою 4х4.
- повна маса 10600 кг.
- модуль вивозить 2200 л води.
- оперативний розрахунок — 1 особа.

## Правила поведінки при лісовій пожежі
- остерігатися високої температури, задимленості і загазованості, вибухів, падіння дерев і будівель, провалів у прогорілий ґрунт;
- не входити в зону задимлення, якщо видимість менше 10 м;
- перед тим, як увійти в палаюче приміщення, — накритися з головою вологим простирадлом, плащем, шматком тканини;
- двері в задимлене приміщення відчиняти обережно, щоб запобігти спалаху полум'я від швидкого притоку свіжого повітря;
- в дуже задимленому приміщенні слід плазувати[5];
- для захисту від чадного газу — дихати крізь вологу тканину;
- якщо на людині загорівся одяг, — лягти на землю та збити полум'я[6];
- на людину в палаючому одязі накинути пальто, плащ, будь-яке простирадло і щільно притиснути;
- при гасінні пожежі використати вогнегасники, воду, пісок, землю, простирадла, — всі доступні засоби;
- виходити з зони пожежі слід проти вітру, тобто «на вітер»;
- використовувати гілля листяних дерев (берези, ліщини); гілками збивати полум'я по краю пожежі, за допомогою лопат засипати його ґрунтом.